# Eisenbahnbrücke Premsendorf
Die Eisenbahnbrücke Premsendorf befindet sich in der Nähe von Premsendorf und führt die Bahnstrecke Jüterbog–Röderau über die Schwarze Elster.

## Geschichte

### Der erste Bau im 19. Jahrhundert
Mitte des 19. Jahrhunderts begannen die Planungen zur Errichtung einer Eisenbahnstrecke von Berlin nach Dresden durch die Berlin-Anhaltische Eisenbahn-Gesellschaft. Diese sollte eine Anbindung an die Bahnstrecke Leipzig–Dresden gewährleisten und eine Direktverbindung von Berlin nach Dresden herstellen. Die Bauarbeiten begannen im Mai 1847, und am 1. Juli 1848 wurde der Abschnitt zwischen Herzberg und Jüterbog übergeben. Das Tragwerk der damaligen Brücke bei Premsendorf bestand aus einer Holzkonstruktion und ruhte auf insgesamt 24 Pfeilern. Das Bauwerk hatte eine Länge von 570 Metern. In den Jahren 1852 bis 1858 wurde die Schwarze Elster bis Arnsnesta, etwa drei Kilometer oberhalb der Brücke, begradigt.
Die damalige Eisenbahnverwaltung beantragte eine Erweiterung der Flussregulierung bis etwa einen Kilometer unterhalb der Brücke. Hintergrund des Antrags war eine erwartete Kostenersparnis bei den Unterhaltungskosten für das Bauwerk, da dann ein Neubau notwendig war, welcher auch durch den für die Regulierung zuständigen Elsterverband mitfinanziert werden musste. Dem Antrag wurde am 24. März 1863 stattgegeben. Für die notwendigen Bauarbeiten entrichtete die Eisenbahnverwaltung 80.000 Reichsmark an den Elsterverband. Die bis 1865 fertiggestellte Brücke hatte eine Länge von 100 Metern. Das Bauwerk bestand aus einer mit Rundbögen verstärkten Eisenträgerkonstruktion und ruhte auf insgesamt fünf Pfeilern, wobei drei dieser Pfeiler im Flussbett standen. Im in der Mitte stehenden Pfeiler war eine Pulverkammer untergebracht. Die Rundbögen der Brücke wurden 1900 durch Trapezbögen ersetzt.

### Erster Ersatzneubau im 20. Jahrhundert

Die Brücke kurz nach ihrer Eröffnung 1911

Während schwerer Winterhochwasser bildete sich an den im Fluss stehenden Pfeilern Eisversatz, welcher das Wasser der Schwarzen Elster zurückstaute. Dadurch kam es Anfang des 20. Jahrhunderts vermehrt zu verheerenden Flutkatastrophen aufgrund von Deichbrüchen. Dies, aber auch die geplante Erweiterung der Eisenbahnstrecke waren der Grund für Planungen zu einem 1911 fertig gestellten Ersatzneubau. Die genietete Stahlkonstruktion wurde durch die Firma Beuchelt & Co. aus Grünberg in Schlesien gebaut. Dabei war auch der geplante zweigleisige Ausbau der Strecke berücksichtigt worden. Sie hatte eine Länge von insgesamt 75 Metern, bei einer Höhe der tragenden Konstruktion von elf Metern, und war damit eine der größten freitragenden Stahlbauwerke in Mitteldeutschland zur damaligen Zeit.
Kurz vor dem Ende des Zweiten Weltkriegs wurde die Brücke teilweise gesprengt, wobei der östliche Teil der Brücke als Reparationszahlung in die damalige Sowjetunion gegeben werden musste. Mit dem Wiederaufbau des westlichen Teils wurde die Bahnstrecke in diesem Abschnitt eingleisig.

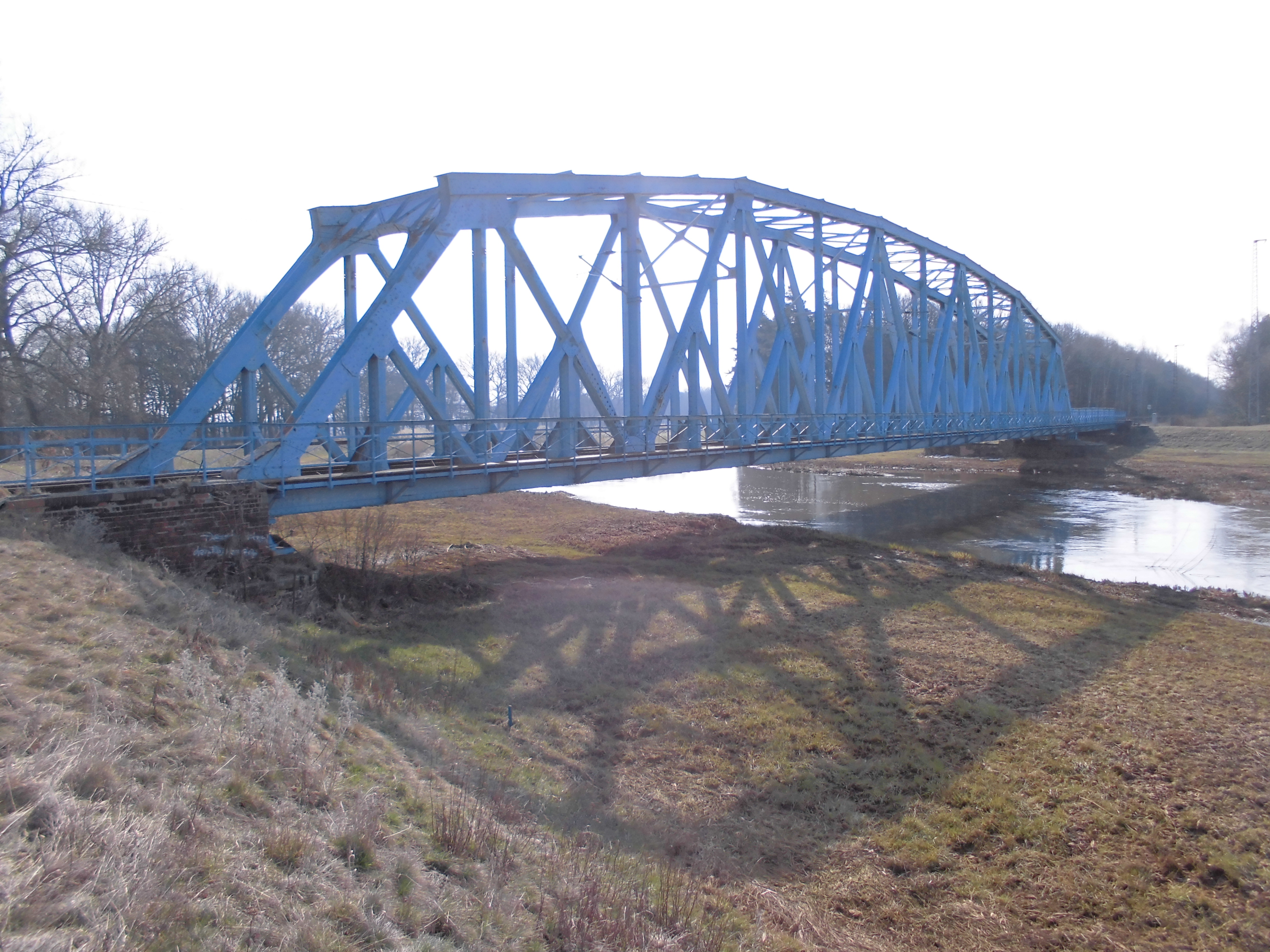
Die mittlerweile ersetzte Brücke im April 2013

Die Brücke bekam in den 1960er Jahren einen blauen Farbanstrich, sodass sich der Name „Blaues Wunder“ für das Bauwerk etablierte. Davor soll sie einen grünen Farbanstrich getragen haben. Die Konstruktion wurde in dieser Form auch in das Denkmalverzeichnis des Landes Sachsen-Anhalt als Kulturdenkmal aufgenommen.

### Ersatzneubau im 21. Jahrhundert
Bedingt durch das Alter der Brücke konnte der Zugverkehr in diesem Abschnitt nur noch mit verringerter Geschwindigkeit durchgeführt werden. Die Umsetzung der Planung für einen Ersatzneubau der Brücke begann im Jahr 2012 mit dem Beseitigen von Bäumen im Bereich der Brücke. Mit dem Bau selbst wurde die im Auftrag der Firma SAM Stahlturm und Apparatebau Magdeburg GmbH handelnde IMO Leipzig GmbH beauftragt. Die neue Brücke trägt wiederum einen blauen Farbanstrich und hat eine Länge von insgesamt 112 Metern bei einem Gewicht von etwa 700 Tonnen und einer Breite von 8,20 Metern. Das als Stabbogenbrücke ausgeführte Bauwerk wurde auf einer Vormontagefläche an der Schwarzen Elster zusammengesetzt und im Längsverschub an ihren endgültigen Bestimmungsort verbracht. Die Übergabe der Strecke erfolgte im Dezember 2013.